# Lista de bandeiras angolanas
Esta é uma lista de bandeiras associadas a Angola.

## Bandeira nacional
| Bandeira | Data          | Uso               | Descrição                                                                    |
| -------- | ------------- | ----------------- | ---------------------------------------------------------------------------- |
|          | 1975–presente | Bandeira nacional | Duas faixas horizontais vermelhas e preta com o emblema de catana e estrela. |

## Padrões do chefe de estado
| Bandeira      | Data          | Uso                                                    | Descrição  |
| atualmente    | atualmente    | atualmente                                             | atualmente |
| ------------- | ------------- | ------------------------------------------------------ | ---------- |
|               | ?–presente    | Estandarte do Presidente de Angola                     |            |
| anteriormente |               |                                                        |            |
|               | ?–1975        | Bandeira de Governador de Angola Portuguesa            |            |
|               | ?–1975        | Bandeira de Alto Comissariado das Colônias Portuguesas |            |
|               | 1510s–c. 1543 | Bandeira de Manicongo do Afonso I                      |            |

## Polícia
| Bandeira   | Data       | Uso                                    | Descrição  |
| atualmente | atualmente | atualmente                             | atualmente |
| ---------- | ---------- | -------------------------------------- | ---------- |
|            | ?-presente | Bandeira da Polícia Nacional de Angola |            |

## Serviço Penitenciário
| Bandeira   | Data       | Uso                                         | Descrição  |
| atualmente | atualmente | atualmente                                  | atualmente |
| ---------- | ---------- | ------------------------------------------- | ---------- |
|            | ?-presente | Bandeira do Serviço Penitenciário de Angola |            |

## Comitê Olímpico
| Bandeira   | Data          | Uso                                  | Descrição  |
| atualmente | atualmente    | atualmente                           | atualmente |
| ---------- | ------------- | ------------------------------------ | ---------- |
|            | 1979-presente | Bandeira do Comité Olímpico Angolano |            |

## Bandeiras históricas
| Bandeira | Data         | Uso                                                                 | Descrição |
| -------- | ------------ | ------------------------------------------------------------------- | --------- |
|          | c. 1883      | Bandeira Real do Reino de Cacongo                                   |           |
|          | c. século 17 | Bandeira do Reino do Congo segundo Giovanni Cavazzi da Montecuccolo |           |
|          | século 17    | Bandeira do Reino do Dongo segundo Giovanni Cavazzi da Montecuccolo |           |
|          | século 17    | Bandeira do Reino do Dongo segundo Giovanni Cavazzi da Montecuccolo |           |

## Bandeiras propostas
| Bandeira | Data | Uso                                                               | Descrição |
| -------- | ---- | ----------------------------------------------------------------- | --- |
|          | 2003 | Bandeira proposta para Angola                                     | Cinco faixas horizontais: as faixas superior e inferior são azuis, separadas por finas faixas brancas, com uma larga faixa vermelha no meio. Centralizado na faixa vermelha, há um sol amarelo. O desenho do sol no meio pretende ser uma reminiscência das pinturas rupestres encontradas na caverna Tchitundo-Hulu, perto de Virei. |
|          | 1996 | Bandeira proposta para Angola                                     | Três listras horizontais: vermelho, verde e preto, combinando as cores dos partidos MPLA e UNITA e fornecendo cores pan-africanas. |
|          | 1965 | Bandeira proposta para província ultramarina portuguesa de Angola | |
|          | 1932 | Bandeira proposta da Colônia de Angola                            | A bandeira é dividida em quatro seções triangulares roxas e amarelas que irradiam do centro. No centro da bandeira, há um escudo com um pelicano dourado alimentando seus filhotes em um campo roxo. A borda dourada do escudo contém cinco pequenos escudos azuis com pontos brancos e quatro cruzes vermelhas da Ordem de Cristo. Acima do escudo, há uma coroa mural e, abaixo do escudo, um pergaminho branco com a palavra "ANGOLA" escrita nele. |

## Bandeiras políticas
| Bandeira           | Data           | Uso                                                                | Descrição |
| atualmente         | atualmente     | atualmente                                                         | atualmente |
| ------------------ | -------------- | ------------------------------------------------------------------ | --- |
|                    | 2020–presente  | Partido Humanista de Angola                                        | Logotipo do partido em fundo branco. |
|                    | 2012–presente  | Ampla Convergência para a Salvação de Angola – Coligação Eleitoral | Mapa azul de Angola cercado por 18 estrelas brancas sobre fundo verde. Angola é dividida em 18 províncias. |
|                    | 2006–presente  | Nova Democracia União Eleitoral                                    | Anel branco sobre fundo laranja. |
|                    | 1991–presente  | PDP-ANA                                                            | Tricolor vertical vermelho, branco e verde. Na faixa central, um disco amarelo segurado por duas mãos pretas simétricas. |
| Link para ficheiro | 1990–presente  | Partido da Renovação Democrática                                   | Uma bandeira azul com o logotipo do partido, o logotipo consiste em um aperto de mão em um fundo de disco vermelho. |
|                    | 1990–presente  | Partido da Renovação Social                                        | Duas faixas horizontais de vermelho e verde com uma faixa vertical preta no lado do guincho e um disco branco onde as cores se encontram. |
|                    | 1966–presente  | Partido da Renovação Social                                        | Uma tribanda horizontal composta por uma faixa central branca intercalada entre duas faixas vermelhas. É adornada no centro com a silhueta preta de um galo cantando e, à direita, com a silhueta vermelha de um sol nascente com 16 raios. O vermelho representa o sangue derramado pelos angolanos em ações anticoloniais antes da guerra de independência, enquanto o verde representa a esperança e a fé na vitória. O galo simboliza "um apelo aos povos da África para que tomem consciência da nomeação estrangeira da África". O sol nascente representa o início da guerra de independência e a unidade das 16 províncias de Angola na guerra. |
|                    | 1966–presente  | Partido da Renovação Social                                        | Uma tribanda horizontal composta por uma faixa central branca intercalada entre duas faixas vermelhas. É adornada no centro com a silhueta preta de um galo cantando e, à direita, com a silhueta vermelha de um sol nascente com 16 raios. O vermelho representa o sangue derramado pelos angolanos em ações anticoloniais antes da guerra de independência, enquanto o verde representa a esperança e a fé na vitória. O galo simboliza "um apelo aos povos da África para que tomem consciência da nomeação estrangeira da África". O sol nascente representa o início da guerra de independência e a unidade das 16 províncias de Angola na guerra. |
|                    | 1960–presente  | Movimento Popular de Libertação de Angola                          | Uma bandeira bicolor horizontal composta por uma faixa superior vermelha e uma faixa inferior preta, com uma estrela amarela de cinco pontas no centro. O simbolismo das cores é o mesmo da bandeira angolana. O vexilologista americano Whitney Smith sugere que o desenho pode ter sido derivado da bandeira do Viet Cong, da qual o MPLA adotou estratégias e princípios. |
|                    | 1954–presente  | Frente Nacional de Libertação de Angola                            | Uma bandeira tricolor diagonal de branco, vermelho e amarelo irradiando do canto inferior do lado do mastro, e uma estrela branca no centro. |
| Asas da juventude  |                |                                                                    | |
|                    | 1974–presente  | Juventude Revolucionária Unida de Angola                           | Emblema em fundo vermelho. |
|                    | 1962–presente  | Juventude do MPLA                                                  | Uma bandeira tricolor horizontal de vermelho, azul e preto com um sol nascente amarelo na faixa do meio. |
| anteriormente      |                |                                                                    | |
|                    | 1994–2013      | Partido Republicano de Angola                                      | Duas versões de uma bandeira composta por treze listras horizontais, alternando branco e vermelho, com um emblema semelhante ao selo dos Estados Unidos cercado por 18 estrelas azuis. Em sua garra direita, a águia segura um martelo e uma bússola. |
|                    | 1994–2013      | Partido Republicano de Angola                                      | Duas versões de uma bandeira composta por treze listras horizontais, alternando branco e vermelho, com um emblema semelhante ao selo dos Estados Unidos cercado por 18 estrelas azuis. Em sua garra direita, a águia segura um martelo e uma bússola. |
| Link para ficheiro | 1992–2013      | Angola Democrática – Coligação                                     | Bandeira branca com uma rosa com haste. |
|                    | anos 1990–2013 | Partido Nacional Democrático                                       | Campo horizontal bicolor verde e preto. No centro da bandeira, há um disco amarelo, sobre o qual está colocada uma estrela branca de cinco pontas. Sobre a estrela, há uma pomba branca em voo. |
|                    | anos 1990      | Fórum Democrático Angolano                                         | Uma tricolor horizontal de azul, branco e verde. |
|                    | 1988–2013      | Partido Social Democrata                                           | |
|                    | 1983–2013      | Partido Liberal Democrático                                        | |

### Separatistas
| Bandeira | Data               | Uso                                                 | Descrição |
| -------- | ------------------ | --------------------------------------------------- | --- |
|          | c. 1975–presente   | Frente de Libertação do Enclave de Cabinda          | |
|          | c. 1975–presente   | Frente de Libertação do Enclave de Cabinda          | |
|          | c. 1975–presente   | Frente de Libertação do Enclave de Cabinda          | |
|          | anos 1990–presente | Frente de Libertação do Enclave de Cabinda-Renovada | |
|          | 1996–presente      | Frente de Libertação do Estado de Cabinda           | Tricolor horizontal azul, cobre e preto, o símbolo no meio é um padrão comemorativo do Tratado de Simulambuco. |
|          | ?–presente         | Estado Livre de Cabinda                             | Uma bandeira horizontal tricolor de cobre, branca e preta.                                                     |

## Bandeiras de grupos étnicos
| Bandeira | Data | Uso                       | Descrição                                                  |
| -------- | ---- | ------------------------- | ---------------------------------------------------------- |
|          |      | Bandeira dos chócues      |                                                            |
|          |      | Bandeira dos congos       |                                                            |
|          |      | Bandeiras do Reino Mbunda | Uma bandeira branca com o desenho de um elefante africano. |
|          |      | Bandeiras do Reino Mbunda | Uma bandeira branca com o desenho de um elefante africano. |

## Sociedade da Cruz Vermelha
| Bandeira | Data          | Uso                                 | Descrição                                      |
| -------- | ------------- | ----------------------------------- | ---------------------------------------------- |
|          | 1978–presente | Bandeira da Cruz Vermelha de Angola | Cruz Vermelha cercada pelo nome da associação. |

## Clubes de iates
| Bandeira | Clube                           |
| -------- | ------------------------------- |
|          | Clube Náutico da Ilha de Luanda |